# Regius Professor of Obstetrics and Gynaecology (Glasgow)
Der Regius Professor of Obstetrics and Gynaecology ist eine Regius-Professur für Gynäkologie, Geburtshilfe und Reproduktionsmedizin an der University of Glasgow. Sie wurde 1815 durch Stiftung von König Georg III. als Regius Chair of Midwifery für die Fachgebiete Geburtshilfe und Kinderheilkunde gegründet. Die Namensänderung fand 1992 nach dem Rückzug von Charles Whitfield aus dem Amt statt.
Eine weitere Regius Professur für Reproduktionsmedizin existiert seit 1858 an der University of Aberdeen, heute ebenfalls als Regius Professor of Obstetrics and Gynaecology bezeichnet. Wie beim Lehrstuhl in Glasgow wurde dieser früher auch als Regius Professor of Midwifery bezeichnet.

## Geschichte des Lehrstuhls
Von 1790 bis 1815 lehrte ein Professor der Waltonian Foundation das Fach.

## Liste der Regius Professors Obstetrics and Gynaecology
| Name                      | Namenszusatz                                                   | von  | bis           | Anmerkungen |
| ------------------------- | -------------------------------------------------------------- | ---- | ------------- | --- |
| James Towers              |                                                                | 1815 | 1820          | |
| John Towers               |                                                                | 1820 | 1833          | |
| Robert Lee                |                                                                | 1834 | 1934          | |
| William Cumin             |                                                                | 1834 | 1840          | |
| John Pagan                |                                                                | 1840 | 1868          | |
| William Leishman          |                                                                | 1868 | 1894          | |
| Murdoch Cameron           | B.Sc., M.D.                                                    | 1894 | 1926          | |
| Munro Kerr                |                                                                | 1927 | 1934          | |
| Samuel James Cameron      |                                                                | 1934 | 1943          | |
| James Hendry              |                                                                | 1943 | 1945          | |
| Robert Lennie             |                                                                | 1946 | 1954          | |
| Ian Donald                | Esq., M.B.E., M.D., B.S., B.A., M.R.C.S., L.R.C.P., M.R.C.O.G. | 1954 | 30. Sep. 1976 | Donald kam von der Universität London, wo er schon Reproduktionsmedizin gelehrt hatte. Donald führte als erster Ultraschalltechnologie zur Sichtbarmachung des Fötus und zur Identifikation von organischen Massen im Unterbauch ein. Seine Entdeckung revolutionierte die Reproduktionsmedizin. |
| Charles Richard Whitfield | Esq., M.B., B.Ch., M.D., F.R.C.O.G.                            | 1976 | 1992          | |
| Iain Cameron              |                                                                | 1993 | 1999          | |
| Ian Andrew Greer          |                                                                | 2001 | 2007          | |
| Jane Elizabeth Norman     |                                                                | 2007 | heute         | Norman ist die erste Frau auf diesem Lehrstuhl. |